# Torneo Internacional de Chile 1943
El Torneo Internacional de Chile 1943, nominado como Cuadrangular de Santiago 1943, fue la 2º edición del torneo amistoso de fútbol, de carácter internacional, disputado en Santiago de Chile y se jugó desde el 16 de diciembre de 1943 hasta el 2 de enero de 1944, una vez finalizada la temporada 1943 del fútbol chileno.
El cuadrangular, que se desarrolló bajo el sistema de todos contra todos, contó con la participación de Colo-Colo y de Magallanes, como equipos anfitriones, y de Racing Club y de Rosario Central, ambos de Argentina, como equipos invitados.
Todos los partidos se jugaron en el Estadio Nacional de Chile.
El campeón fue Racing Club, que, capitaneado por Sergio Livingstone y en forma invicta, se adjudicó su primer título del Torneo Internacional de Chile.

## Datos de los equipos participantes
| Equipo          | Calidad                                                          |
| --------------- | ---------------------------------------------------------------- |
| Colo-Colo       | Anfitrión y subcampeón de la Primera División de Chile 1943      |
| Magallanes      | Anfitrión y tercer lugar de la Primera División de Chile 1943    |
| Racing Club     | Invitado y octavo lugar de la Primera División de Argentina 1943 |
| Rosario Central | Invitado y noveno lugar de la Primera División de Argentina 1943 |

## Aspectos generales

### Modalidad
El torneo se jugó en una sola rueda, bajo el sistema de todos contra todos, resultando campeón aquel equipo que acumulase más puntos en la tabla de posiciones.

## Partidos
| Equipo local    | Resultado | Equipo visitante |
| --------------- | --------- | ---------------- |
| Racing Club     | 3 - 1     | Rosario Central  |
| Racing Club     | 3 - 0     | Colo-Colo        |
| Racing Club     | 3 - 2     | Magallanes       |
| Rosario Central | 5 - 0     | Magallanes       |
| Rosario Central | 3 - 2     | Colo-Colo        |
| Magallanes      | 2 - 1     | Colo-Colo        |

## Tabla de posiciones
| Pos | Equipo          | PJ | PG | PE | PP | GF | GC | Dif | Pts |
| --- | --------------- | -- | -- | -- | -- | -- | -- | --- | --- |
| 1   | Racing Club     | 3  | 3  | 0  | 0  | 9  | 3  | 6   | 6   |
| 2   | Rosario Central | 3  | 2  | 0  | 1  | 9  | 5  | 4   | 4   |
| 3   | Magallanes      | 3  | 1  | 0  | 2  | 4  | 9  | -5  | 2   |
| 4   | Colo-Colo       | 3  | 0  | 0  | 3  | 3  | 8  | -5  | 0   |

Pos = Posición; PJ = Partidos jugados; PG = Partidos ganados; PE = Partidos empatados; PP = Partidos perdidos; GF = Goles a favor; GC = Goles en contra; Dif = Diferencia de gol; Pts = Puntos
|  | Campeón |

|                                 |
|                                 |
| Campeón Racing Club 1.er título |